# リーマービン・ボネバチア
リーマービン・ボネバチア（Liemarvin (Lee-Marvin) Bonevacia、1989年4月5日 ‐ ）は、キュラソー出身の陸上競技選手。専門は短距離走。400mの自己ベストは44秒72のオランダ記録保持者。2015年にオランダ選手初の44秒台を達成した選手である。2016年ヨーロッパ選手権男子400mの銅メダリスト。

## 経歴
キュラソー島に生まれ、乳幼児期にオランダへ移動したが、8歳の時に再びキュラソー島へ戻ってきた。
昔はサッカーやバレーボールを経験。陸上競技は17歳の時に始め、最初は中長距離の選手だった。
大学はプエルトリコのエステ大学 (en) に進学。

### 2012年
5月に400mで46秒11のキュラソー記録（当時）を樹立し、2007年にチュランディ・マルティナがマークした46秒13を更新した。
8月のロンドンオリンピックにオリンピック個人参加選手団として参加すると、出場した男子400m予選でキュラソー新記録となる45秒60をマークして準決勝に進出したが、準決勝は右ハムストリングスを痛めて1分36秒42の最下位に終わった。

### 2013年
8月のモスクワ世界選手権にオランダ代表として出場すると、男子4×100mリレーで3走を務めた。予選は38秒41をマークしてタイムで拾われて突破し、決勝では38秒37とタイムを縮めて5位入賞に貢献した。

### 2014年
7月27日にアムステルダムで開催されたASICS NK Atletiekの男子400mにおいて45秒41のオランダ新記録（当時）を樹立し、1986年にArjen Vissermanがマークした45秒68を28年ぶりに更新した。

### 2015年
8月の北京世界選手権には男子400mと4×100mリレーに出場。400mでは男女通じてオランダ勢初の出場を果たすと、予選で自己ベスト（当時45秒40）を大幅に更新する44秒72のオランダ新記録を樹立し、オランダ選手初となる44秒台を記録して準決勝に進出した。準決勝は予選よりもタイム落とし、45秒65の3組8着（全体の最下位）で決勝には進めなかった。4×100mリレーでは前回大会に続いて3走を務めたが、38秒41の組6着に終わり決勝には進めなかった。

### 2016年
7月にアムステルダムで開催されたヨーロッパ選手権に出場すると、男子400m準決勝で45秒68の組2着となり、着順で決勝に進出した（タイムは全体9位）。決勝は45秒41とタイムを縮め、マーティン・ルーニー（45秒29）、パヴェル・マスラク（45秒36）に次いで銅メダルを獲得した。この種目でのオランダ選手のメダル獲得は、1938年ウィーン大会で銀メダルを獲得したKarl Baumgarten以来78年ぶり、史上2人目の快挙だった。

### 2017年
3月にベオグラードで開催されたヨーロッパ室内選手権に出場すると、男子400m決勝で46秒26の室内オランダ新記録を樹立。2014年にBram Petersがマークした46秒71を更新し、この種目でオランダ選手初のメダルとなる銅メダルを獲得した。

## 自己ベスト
記録欄の（　）内の数字は風速（m/s）で、-は向かい風を意味する。
| 種目 | 記録          | 年月日        | 場所           | 備考             |
| 屋外 | 屋外          | 屋外          | 屋外           | 屋外             |
| ---- | ------------- | ------------- | -------------- | ---------------- |
| 100m | 10秒42 (-0.9) | 2013年7月27日 | ニノーヴェ     |                  |
| 200m | 20秒62 (-0.4) | 2015年8月1日  | アムステルダム |                  |
| 300m | 32秒25        | 2017年6月28日 | オストラヴァ   | オランダ記録     |
| 400m | 44秒72        | 2015年8月23日 | 北京           | オランダ記録     |
| 室内 |               |               |                |                  |
| 200m | 21秒30        | 2015年1月31日 | ボストン       |                  |
| 400m | 46秒26        | 2017年3月5日  | ボストン       | 室内オランダ記録 |

### キュラソー記録
| 種目 | 記録   | 年月日       | 場所       |      |
| 屋外 | 屋外   | 屋外         | 屋外       | 屋外 |
| ---- | ------ | ------------ | ---------- | ---- |
| 300m | 32秒98 | 2012年7月5日 | リエージュ |      |
| 400m | 45秒60 | 2012年8月4日 | ロンドン   |      |

## 主要大会成績
備考欄の記録は当時のもの
| 年                         | 大会                            | 場所                 | 種目                 | 結果                 | 記録                 | 備考                       |
| オランダ領アンティル       | オランダ領アンティル            | オランダ領アンティル | オランダ領アンティル | オランダ領アンティル | オランダ領アンティル | オランダ領アンティル       |
| -------------------------- | ------------------------------- | -------------------- | -------------------- | -------------------- | -------------------- | -------------------------- |
| 2010                       | 北中米カリブU23選手権 (en)      | ミラマー             | 200m                 | 予選1組5着           | 21秒62 (+2.0)        |                            |
| 2010                       | 北中米カリブU23選手権 (en)      | ミラマー             | 400m                 | 予選2組7着           | 48秒21               |                            |
| 2010                       | 北中米カリブU23選手権 (en)      | ミラマー             | 4x400mR              | 6位                  | 3分15秒66 (2走)      |                            |
| キュラソー                 |                                 |                      |                      |                      |                      |                            |
| 2011                       | 中央アメリカ・カリブ選手権 (en) | マヤグエス           | 400m                 | 予選3組5着           | 48秒04               |                            |
| 2011                       | 中央アメリカ・カリブ選手権 (en) | マヤグエス           | 4x100mR              | 予選2組6着           | 41秒49 (1走)         |                            |
| オランダ領アンティル       |                                 |                      |                      |                      |                      |                            |
| 2011                       | ユニバーシアード (en)           | 深圳                 | 200m                 | 2次予選1組5着        | 21秒60 (0.0)         |                            |
| 2011                       | ユニバーシアード (en)           | 深圳                 | 400m                 | 準決勝1組7着         | 48秒26               |                            |
| オリンピック個人参加選手団 |                                 |                      |                      |                      |                      |                            |
| 2012                       | オリンピック                    | ロンドン             | 400m                 | 準決勝3組8着         | 1分36秒42            | 予選45秒60：キュラソー記録 |
| オランダ                   |                                 |                      |                      |                      |                      |                            |
| 2013                       | 世界選手権                      | モスクワ             | 4x100mR              | 5位                  | 38秒37 (3走)         |                            |
| 2014                       | ヨーロッパ選手権                | チューリッヒ         | 400m                 | 準決勝1組5着         | 46秒38               |                            |
| 2014                       | ヨーロッパ選手権                | チューリッヒ         | 4x400mR              | 予選1組6着           | 3分05秒93 (4走)      |                            |
| 2015                       | ヨーロッパ室内選手権 (en)       | プラハ               | 400m                 | 予選2組3着           | 47秒62               |                            |
| 2015                       | 世界リレー (en)                 | ナッソー             | 4x400mR              | 予選途中棄権         | DNF (1走)            |                            |
| 2015                       | 世界選手権                      | 北京                 | 400m                 | 準決勝3組8着         | 45秒65               | 予選44秒72：オランダ記録   |
| 2015                       | 世界選手権                      | 北京                 | 4x100mR              | 予選2組6着           | 38秒41 (3走)         |                            |
| 2016                       | 世界室内選手権                  | ポートランド         | 400m                 | 予選5組3着           | 47秒48               |                            |
| 2016                       | ヨーロッパ選手権                | アムステルダム       | 400m                 | 3位                  | 45秒41               |                            |
| 2016                       | ヨーロッパ選手権                | アムステルダム       | 4x400mR              | 7位                  | 3分04秒52 (1走)      |                            |
| 2016                       | オリンピック                    | リオデジャネイロ     | 400m                 | 準決勝               | 45秒03               | 1組7着                     |
| 2016                       | オリンピック                    | リオデジャネイロ     | 4x100mR              | 予選2組8着           | 38秒53 (3走)         |                            |
| 2017                       | ヨーロッパ室内選手権 (en)       | ベオグラード         | 400m                 | 3位                  | 46秒26               | 室内オランダ記録           |
| 2017                       | 世界選手権                      | ロンドン             | 4x100mR              | 予選1組6着           | 38秒66 (3走)         |                            |